# 플랜맨 (텔레비전 프로그램)
《플랜맨》은 2016년 5월 22일부터 2016년 8월 14일까지 대한민국 트렌디, tagTV에서 방영 중인 오락프로그램으로, 플랜맨이 자신의 지인 3인과 함께 해외 및 국내 여행을 떠나는 프로그램이다.

## 방영 목록

### 시즌1
| 번호      | 제목                        | 방송 일자       | 게스트                 |
| --------- | --------------------------- | --------------- | ---------------------- |
| 01        | "괌 여행 첫번째 이야기"     | 2016년 5월 22일 | 박나래, 김지민, 박소영 |
| 02        | "괌 여행 두번째 이야기"     | 2016년 5월 29일 | 박나래, 김지민, 박소영 |
| 03        | "괌 여행 마지막 이야기"     | 2016년 6월 5일  | 박나래, 김지민, 박소영 |
| 04        | "중국 여행 첫번째 이야기"   | 2016년 6월 12일 | 브라이언, 토니안       |
| 05        | "중국 여행 두번째 이야기"   | 2016년 6월 19일 | 브라이언, 토니안       |
| 06        | "중국 여행 마지막 이야기"   | 2016년 6월 26일 | 브라이언, 토니안       |
| 07        | "푸켓 여행 첫번째 이야기"   | 2016년 7월 10일 | 제아, 황인선, 윤채경   |
| 08        | "푸켓 여행 두번째 이야기"   | 2016년 7월 17일 | 제아, 황인선, 윤채경   |
| 09        | "푸켓 여행 마지막 이야기"   | 2016년 7월 24일 | 제아, 황인선, 윤채경   |
| 10        | "제주도 여행 첫번째 이야기" | 2016년 7월 31일 | 토니안, 데니안, 천명훈 |
| 11        | "제주도 여행 두번째 이야기" | 2016년 8월 7일  | 토니안, 데니안, 천명훈 |
| 12 (완결) | "제주도 여행 마지막 이야기" | 2016년 8월 14일 | 토니안, 데니안, 천명훈 |